# Christian metal
Christian metal sau metal creștin, cunoscut și ca white metal, este o formă de muzică heavy metal uzual definită de mesajul utilizat în versuri la fel și de dedicația membrilor formației creștinismului. Metalul creștin, tipic este interpretat de adepții creștinismului, uneori în special pentru creștini ce ascultă heavy metal și este produs și distribuit prin rețelele creștine.

## Case de discuri
- Facedown Records
- Flicker Records
- Intense Records
- Nightmare Records
- R.E.X. Records
- Rivel Records
- Rowe Productions
- Solid State Records
- Tooth & Nail Records